# Śmierć w środkowym pokoju
Śmierć w środkowym pokoju – polski film krótkometrażowy (nowela filmowa) z 1965 roku w reż. Andrzeja Trzosa-Rastawieckiego.

## Fabuła
Polska podczas okupacji. Do typowego dla ówczesnego okresu mieszkania, którego pokoje zajmują różni mieszkańcy wkracza SD. W każdym z pokojów Niemcy przeprowadzają rewizję, a jedna z lokatorek – ze względu na znajomość języka niemieckiego służy im za tłumacza, będąc świadkiem różnych postaw lokatorów w obliczu niebezpieczeństwa.

## Obsada
- Aleksandra Śląska – Marta
- Maria Gella – Janowska
- Maria Kaniewska – Lipska
- Zdzisław Maklakiewicz – fotograf Wójcik
- Marian Gamski – gestapowiec
- Tadeusz Kosudarski – tajniak
- Stanisław Niwiński – Krzysztof
- Eugeniusz Kamiński – żandarm
- Janusz Kubicki – żandarm
- Jerzy Czupryniak – żandarm
- Tadeusz Sabara – żandarm

i inni.